# Edmonton—Mill Woods—Beaumont
Edmonton—Mill Wood—Beaumont (aupraravant Edmonton—Beaumont) était une circonscription électorale fédérale canadienne de l'Alberta.

## Circonscription fédérale
La circonscription se situait au centre de l'Alberta et représentait la partie sud-ouest de la ville d'Edmonton et les villes de Leduc et de Beaumont.
Les circonscriptions limitrophes étaient Edmonton—Leduc, Edmonton—Strathcona et Vegreville—Wainwright.
Elle possédait une population de 112 919 personnes, dont 79 137 électeurs, sur une superficie de 175 km2.

### Résultats électoraux
|       | Candidat         | Parti        | # de voix | % des voix |
|       | (x) Mike Lake    | Conservateur | +27 857,  | 61,04 %    |
|       | Mike Butler      | Libéral      | +05 066,  | 11,1 %     |
|       | Nadine Bailey    | NPD          | +10 875,  | 23,83 %    |
|       | Christa Baxter   | Vert         | +01 364,  | 2,99 %     |
|       | Naomi Rankin     | Communiste   | +00100,   | 0,22 %     |
|       | Brent Schaffrick | Indépendant  | +00374,   | 0,82 %     |
| Total | Total            | Total        | 45 636    | 100 %      |

|       | Candidat            | Parti        | # de voix | % des voix |
|       | (x) Mike Lake       | Conservateur | +25 130,  | 60,32 %    |
|       | Indira Saroya       | Libéral      | +07 709,  | 18,51 %    |
|       | Mike Butler         | NPD          | +06 297,  | 15,12 %    |
|       | David Allan Hrushka | Vert         | +02 366,  | 5,68 %     |
|       | Naomi Rankin        | Communiste   | +00157,   | 0,38 %     |
| Total | Total               | Total        | 41 659    | 100 %      |

### Historique
La circonscription d'Edmonton—Mill Woods—Beaumont a été créée en 2003 sous le nom d'Edmonton—Beaumont à partir de la vaste majorité de la circonscription d'Edmonton-Sud-Ouest, d'une petite partie de Wetaskiwin et d'Elk Island. La circonscription fut renommée Edmonton—Mill Woods—Beaumont en 2004. Abolie lors du redécoupage de 2012, elle fut redistribuée parmi Edmonton Mill Woods et Edmonton—Wetaskiwin.
1. 2004-2006 — David Kilgour, PLC (1991-2005) et IND (2005-2006)
2. 2006-2015 — Mike Lake, PCC

- PCC = Parti conservateur du Canada
- PLC = Parti libéral du Canada

1. ↑  Élections Canada.